# Mongoose Gang
La Mongoose Gang (lett. Banda della Mangusta) fu una milizia, polizia segreta ed esercito privato operante a Grenada dal 1967 al 1979 sotto il diretto controllo del premier e poi primo ministro Eric Gairy, leader del Grenada United Labour Party, che la utilizzò per creare un regime dittatoriale e autoritario nel Paese.
Agenti dell'ente di controspionaggio britannico MI5 affermarono che la Mongoose Gang era "spietata" e la descrissero come «un organismo senza uniformi e senza disciplina… molti di loro hanno dei precedenti penali.». La Mongoose Gang venne inoltre più volte paragonata ai Tonton Macoutes del regime del dittatore haitiano François Duvalier.

## Storia
Il termine "Mongoose Gang" nacque negli anni 1950, quando il Ministero della Salute cercò di eradicare la mangusta da Grenada in quanto animale nocivo, pagando coloro che avessero portato le code delle manguste come prove delle uccisioni. Coloro che vennero assunti per compiere questo lavoro divennero conosciuti come "mongoose-gang". Successivamente, il termine iniziò ad essere utilizzato per indicare le bande di delinquenti al soldo di Eric Gairy. Lo stesso Gairy affermò in un'intervista sul New York Magazine del 1984 che fu lui a far entrare numerose persone nel progetto di eradicazione delle manguste, anche se negò che esse fossero una milizia o polizia segreta sotto il suo comando.
La Mongoose Gang di Eric Gairy si occupò, insieme alla polizia, di mettere a tacere le critiche, disperdere le manifestazioni e uccidere gli oppositori del suo regime. Tra le vittime ci fu, nel gennaio 1974, Rupert Bishop, padre del leader del New Jewel Movement Maurice Bishop. Rupert Bishop venne ucciso mentre difendeva donne e bambini durante le manifestazioni poi conosciute come Bloody Monday a causa delle violenze attuate dal governo per reprimerle. Lo stesso Maurice Bishop era stato pestato e gravemente ferito dalla Mongoose Gang nel novembre 1973, venendo poi incarcerato senza nessuna cura medica. Le violenze compiute dalla Mongoose Gang e della polizia grenadina divennero così un fattore che generò disordini e insoddisfazione popolare superiori persino rispetto alla situazione economica del Paese.
Nelle elezioni generali del 1976, il Grenada United Labour Party ottenne 9 seggi su 15, mentre il resto dei seggi andò alla People's Alliance, coalizione che riuniva i partiti dell'opposizione e composta da New Jewel Movement, Partito Nazionale di Grenada e United People's Party. Tuttavia le elezioni furono caratterizzate da brogli e violenze, riconosciute anche dagli osservatori internazionali, con la Mongoose Gang che si occupò di minacciare l'opposizione.
La Mongoose Gang si occupò poi nel 1977 di reprimere le manifestazioni durante l'assemblea dell'Organizzazione degli Stati americani tenutasi a Grenada.
Nel 1979 iniziarono a circolare delle voci secondo le quali Gairy avrebbe utilizzato la Mongoose Gang per eliminare i leader del New Jewel Movement mentre lui si trovava fuori dal Paese. In risposta, Bishop e il suo partito rovesciarono con un golpe incruento il governo di Gairy mentre lui si trovava a New York per parlare all'ONU di UFO, creando il People's Revolutionary Government.
La Mongoose Gang cessò quindi di operare nel 1979. Lo stesso anno un loro leader, Mosyln Bishop, venne conseguentemente condannato a 14 anni di carcere per il tentato omicidio di tre persone nel novembre 1973.